# Calophyllum inophyllum
Calophyllum inophyllum är en tvåhjärtbladig växtart som beskrevs av Carl von Linné.
Calophyllum inophyllum ingår i släktet Calophyllum och familjen Calophyllaceae. IUCN kategoriserar arten globalt som livskraftig. Inga underarter finns listade i Catalogue of Life.

## Bildgalleri

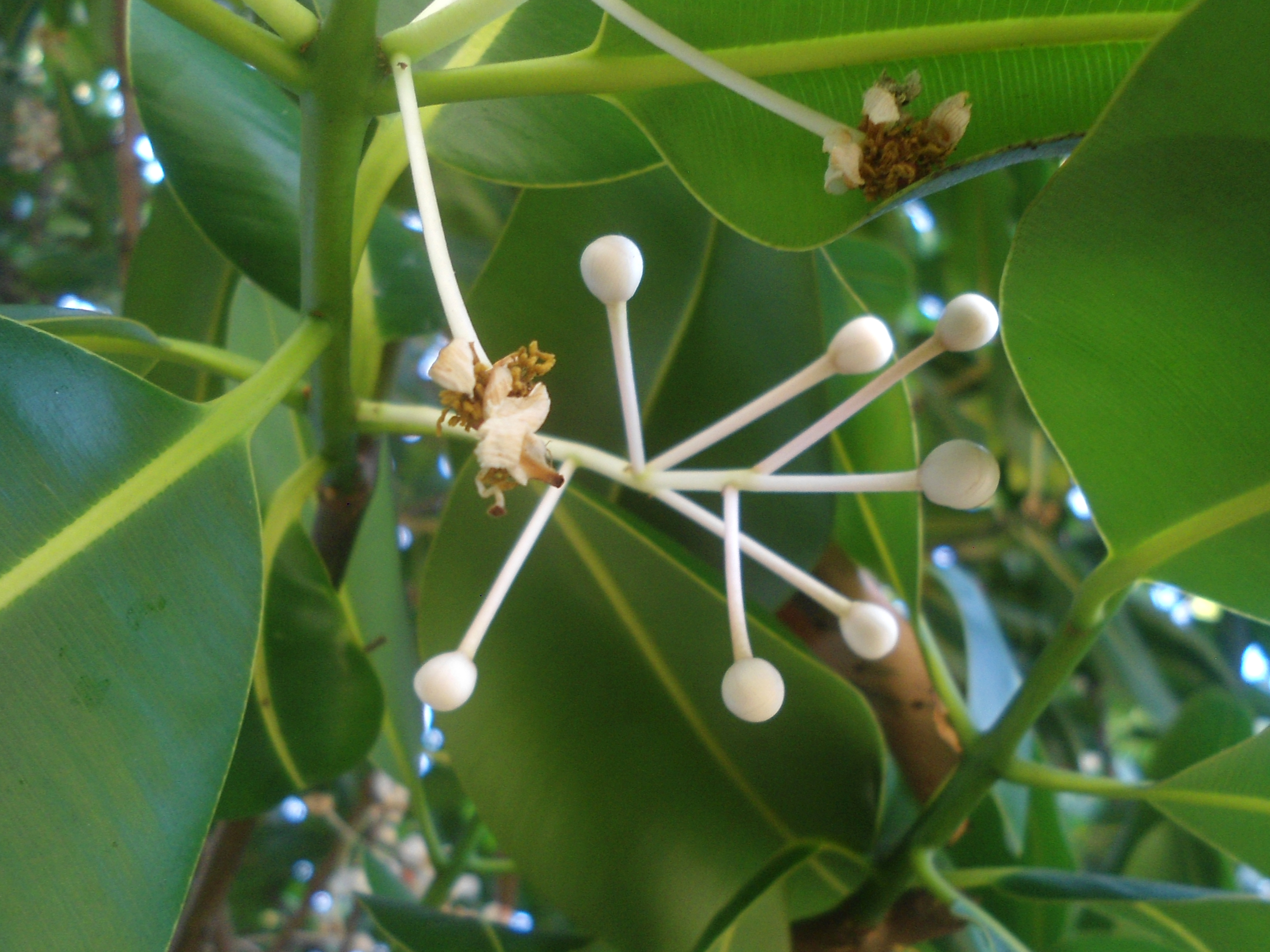
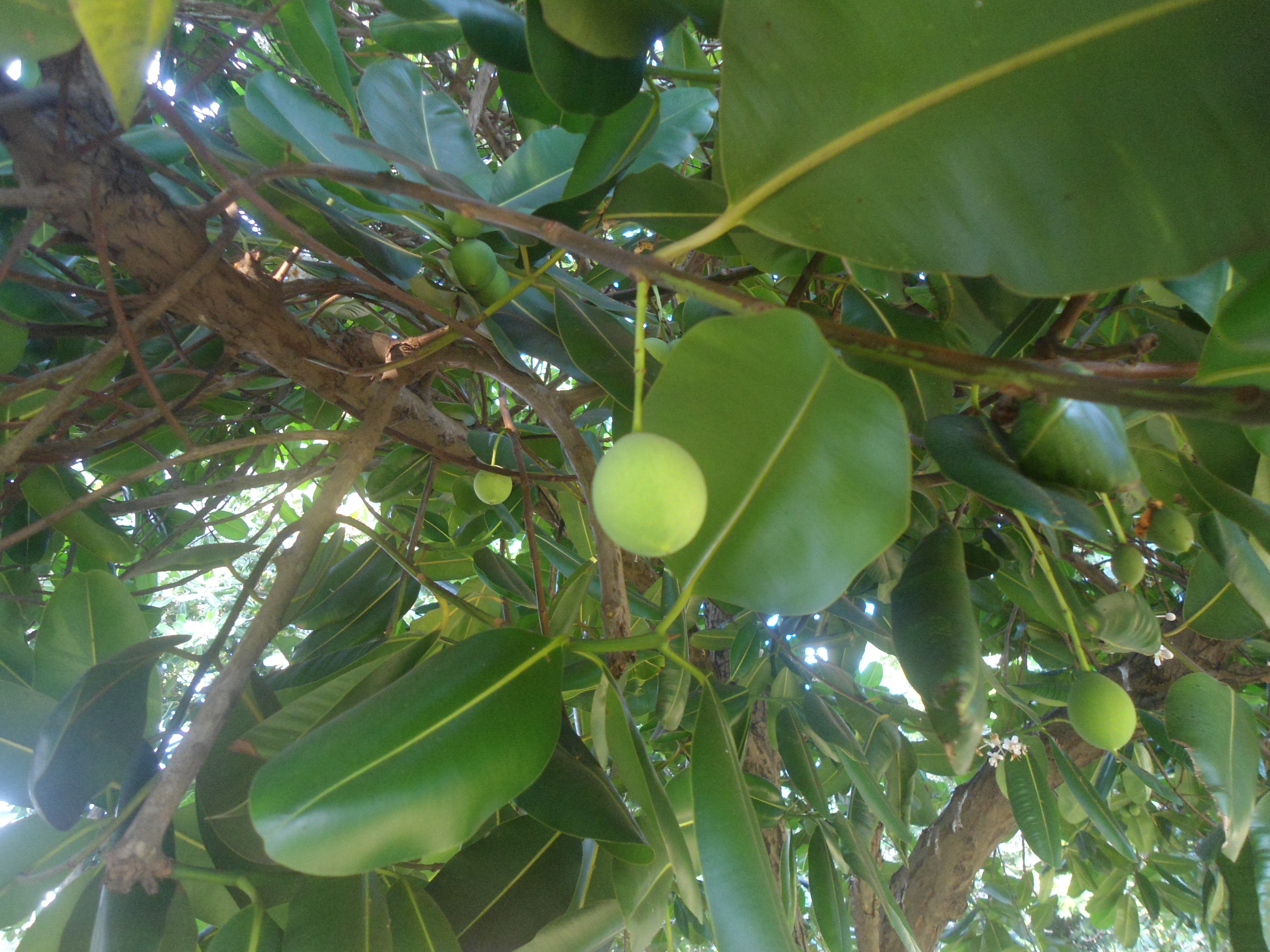
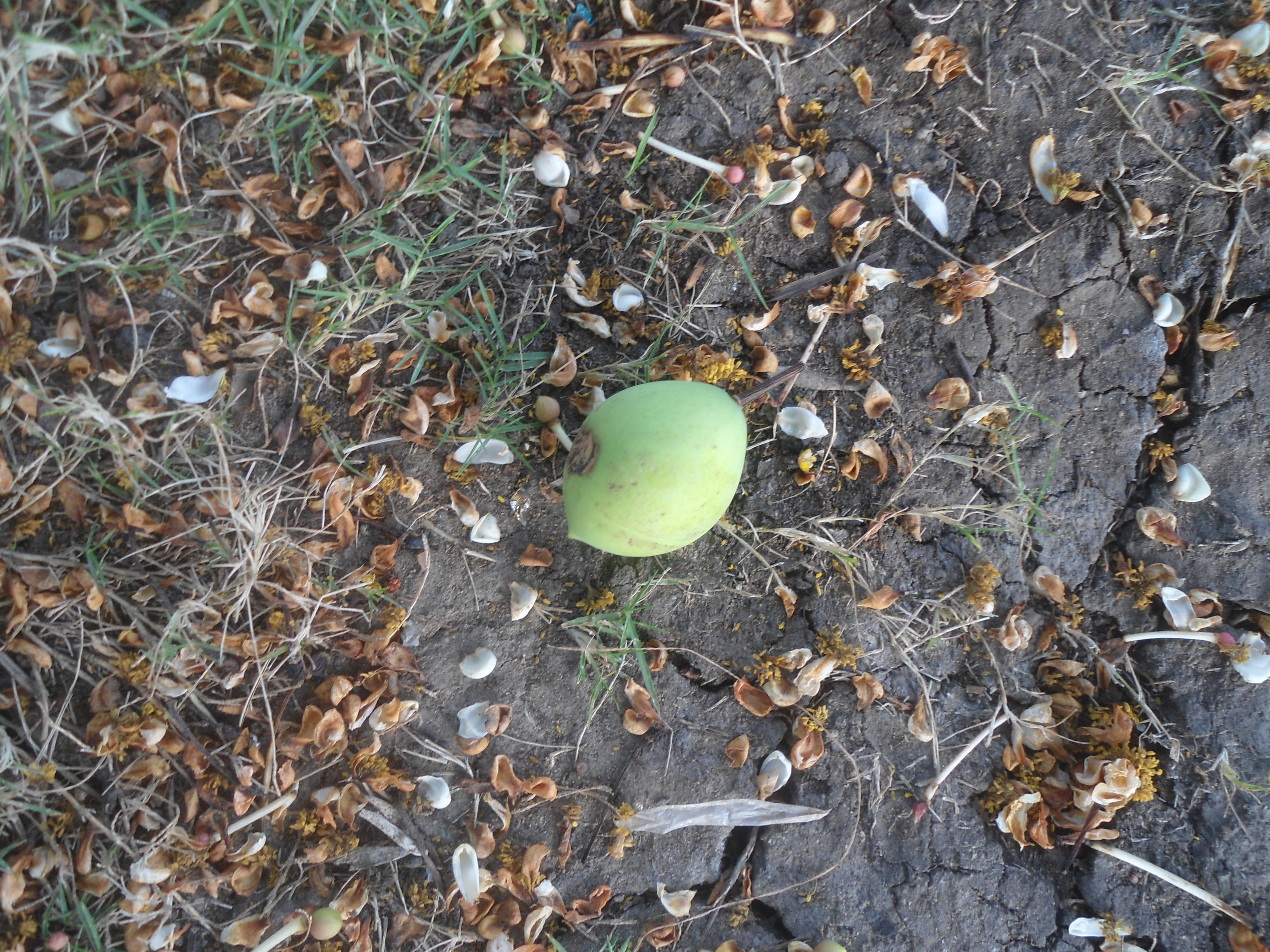
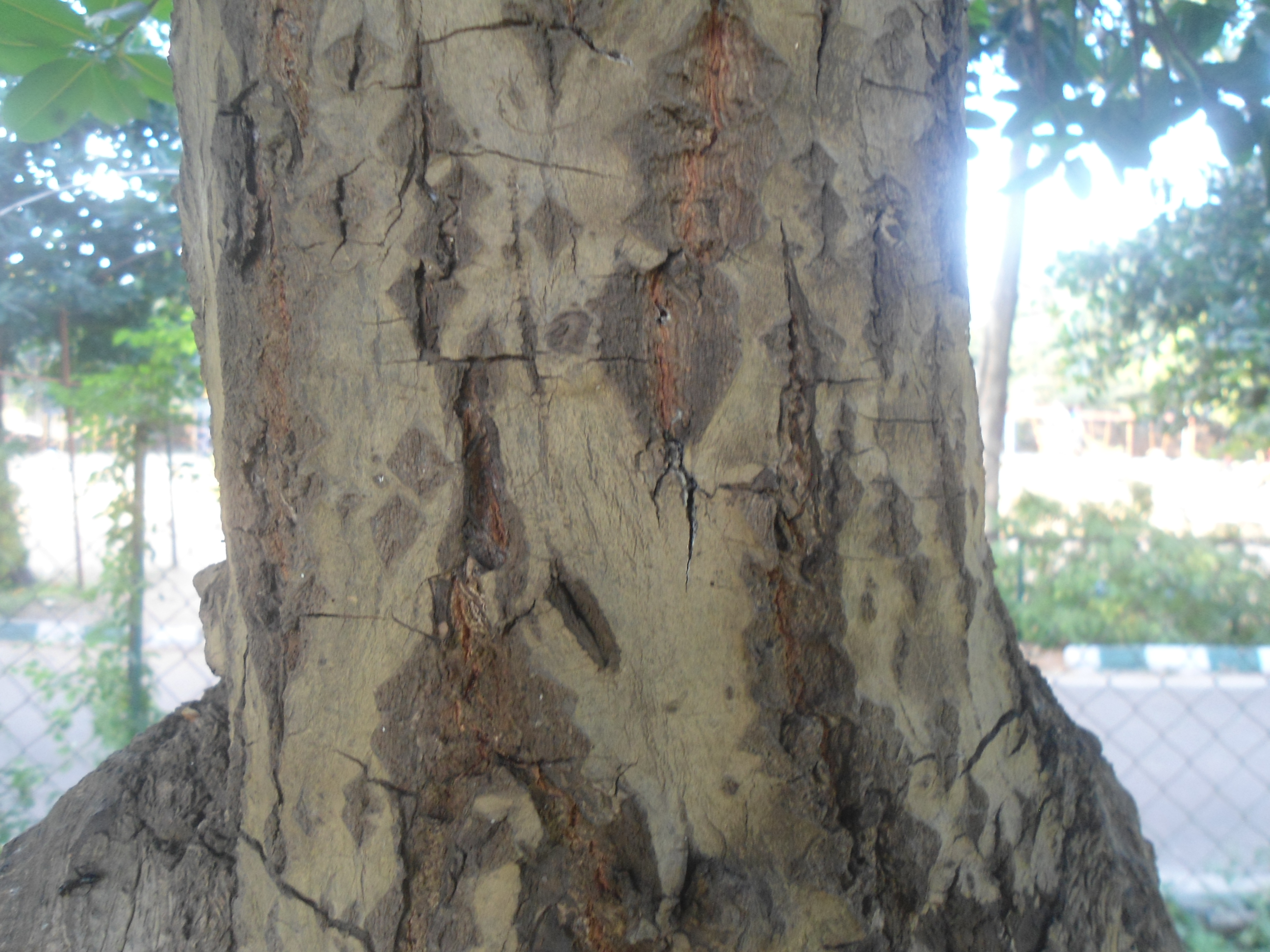
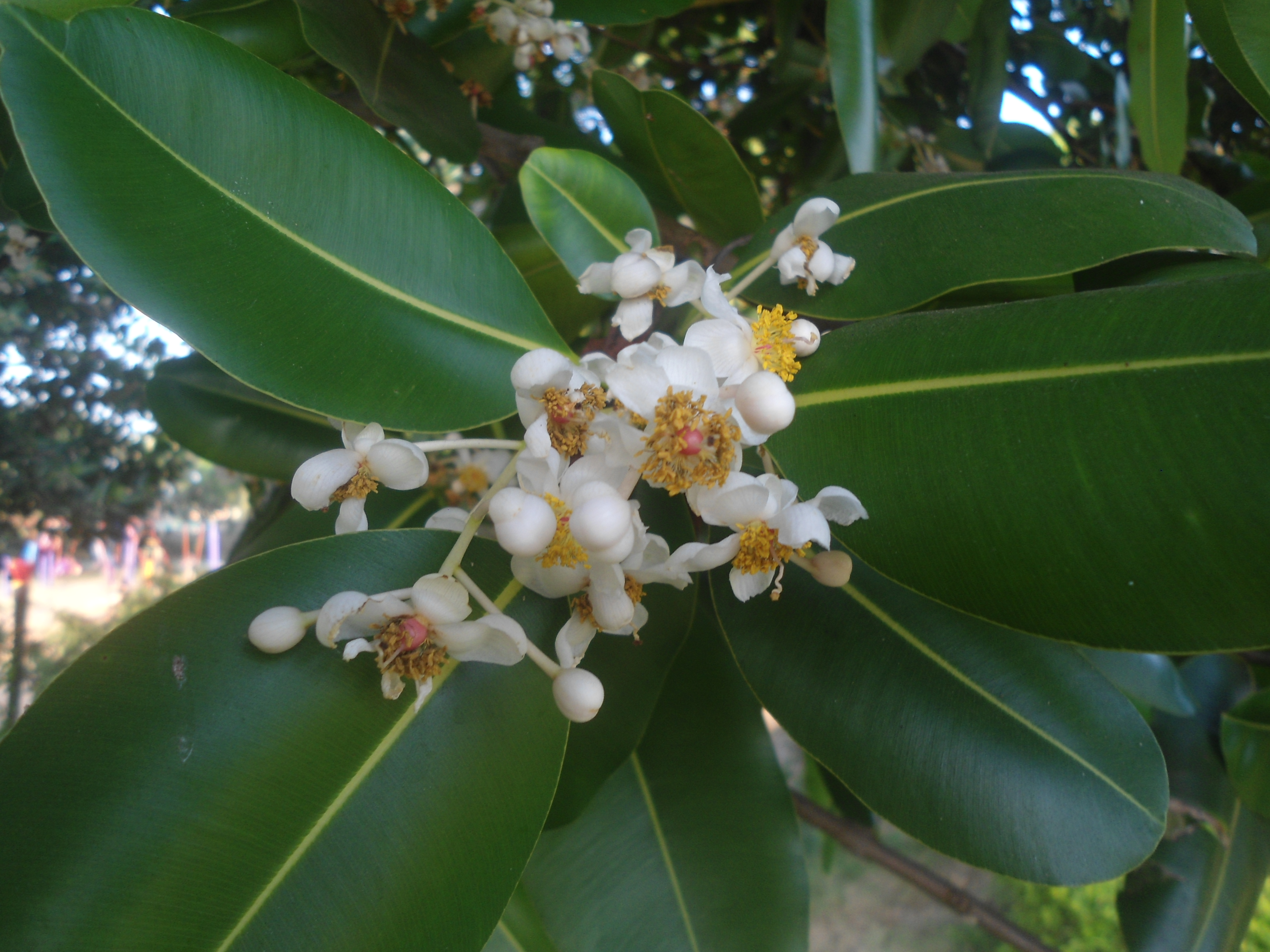
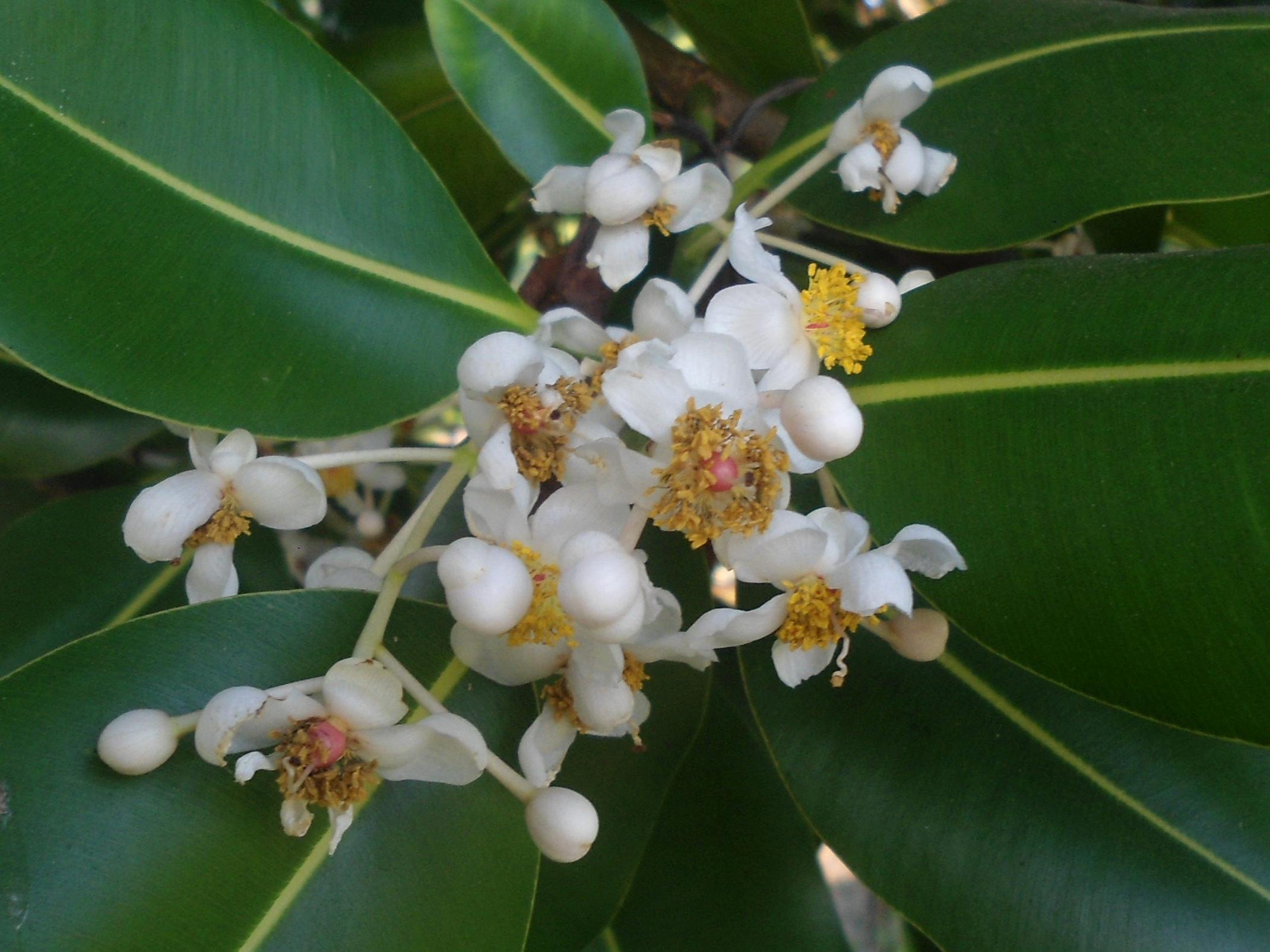